# 下山門站
下山門站（日语：／ Shimoyamato eki */?）是位於福岡縣福岡市西區下山門四丁目2番，九州旅客鐵道（JR九州）的筑肥線車站。車站編號為JK02。
在下山門地區建設福岡市交通局（在啟用前名為福岡市高速鐵道建設局）姪濱車輛基地之際，當地人希望建設車站。後來決定在車輛基地旁建設筑肥線的車站，車站工程費用由福岡市負責。

## 歷史
- 1986年（昭和61年）7月20日：日本國有鐵道開設此站。總工程費為3億8,300萬日圓，全數由福岡市負責[1]。
- 1987年（昭和62年）4月1日：伴隨國鐵分割民營化，車站由九州旅客鐵道（JR九州）營運[2]。
- 2010年（平成22年）3月13日：此站可以使用IC卡「SUGOCA」[3]。

## 車站構造
車站是一座地面車站，設有2面2線的相對式月台。月台長130米，可容納6卡車廂。車站大樓與月台之間設有跨線橋連接。
此站是業務委託車站，委托JR九州服務支援負責車站業務。此站設有綠色窗口（MARS系統）和自動閘機，此站可以使用SUGOCA等IC卡。

### 月台
| 月台 | 路線   | 上下行 | 方向                 |
| ---- | ------ | ------ | -------------------- |
| 1    | 筑肥線 | 下行   | 西唐津方向           |
| 2    | 筑肥線 | 上行   | 天神、博多、機場方向 |

## 使用狀況
在2019年（令和元年）度，1日平均乘車人次為2,897人
| 乘車人次變化 | 乘車人次變化 |
| 年度         | 1日平均人次  |
| ------------ | ------------ |
| 2005年       | 2,139        |
| 2006年       | 2,243        |
| 2007年       | 2,256        |
| 2008年       | 2,271        |
| 2009年       | 2,274        |
| 2010年       | 2,340        |
| 2011年       | 2,386        |
| 2012年       | 2,374        |
| 2013年       | 2,486        |
| 2014年       | 2,586        |
| 2015年       | 2,669        |
| 2016年       | 2,670        |
| 2017年       | 2,763        |
| 2018年       | 2,851        |
| 2019年       | 2,897        |

## 車站周邊
車站南邊設有下山門團地、城之原團地等大規模住宅團地和住宅區。於車站對出除了FamilyMart外，車站周邊沒有其他商業設施，在幹線道路以外的地方比較幽靜。
- 福岡市交通局姪濱車輛基地（日语：姪浜車両基地）
- 元寇防壘遺址
- 生之松原海灘
- 西鐵巴士下山門站入口巴士站

## 其他
筑肥線的姪濱站、下山門站、今宿站、九大學研都市站和周船寺站5站都是在福岡市內，但是於市內其他JR車站與JR線不同，這些車站不是在旅客營業規則上的「福岡市內」車站。

## 相鄰車站
九州旅客鐵道（JR九州）
筑肥線
■快速（星期六、日及假日會通過此站）、■普通
姪濱（JK01）－下山門（JK02）－今宿（JK03）

## 注腳
1. 1 2 3 4  . 鐵道雜誌 (鐵道雜誌社). 1986-09, 20 (10): 115 （日语）.
2. ↑  九州鉄道百年祭実行委員会・百年史編纂部会 (编).  初版. 九州旅客鉄道. 1988: 181 （日语）.
3. ↑  . 交通新聞 (交通新聞社). 2010-03-16: 3 （日语）.
4. 1 2   (PDF). 九州旅客鉄道.   [2020-08-24]. （原始内容存档 (PDF)于2020-08-24） （日语）.
5. 1 2 3 4 5 6 7 8 9 10 11  糸島市統計白書（運輸、交通） 九州旅客鐵道不同站的上下車人次（JR筑肥線）
6. ↑   (PDF). 九州旅客鉄道.   [2020-08-31]. （原始内容 (PDF)存档于2017-08-01） （日语）.
7. ↑   (PDF). 九州旅客鉄道.   [2020-08-24]. （原始内容 (PDF)存档于2019-07-06） （日语）.
8. ↑   (PDF). 九州旅客鉄道.   [2020-03-27]. （原始内容存档 (PDF)于2020-03-15） （日语）.

## 外部連結
- 下山門（車站資訊） - 九州旅客鐵道（日語）